# 埃科 (厄尔省)
埃科（法語：Écos，法語發音：[eko]）是法国厄尔省的一个旧市镇，位于该省东部，属于莱桑德利区。2016年1月1日，埃科和相邻的另外13个市镇合并为新市镇埃普特河畔韦克桑（Vexin-sur-Epte），埃科为政府驻地。

## 地理
埃科（49°9'32"N, 1°36'19"E）面积15.23 平方千米，位于法国诺曼底大区厄尔省，该省份为法国北部内陆省份，北起滨海塞纳省，西接奧恩省和卡爾瓦多斯省，南至厄尔-卢瓦省，东临瓦兹省、瓦兹河谷省和伊夫林省。
埃科的时区为UTC+01:00、UTC+02:00（夏令时）。

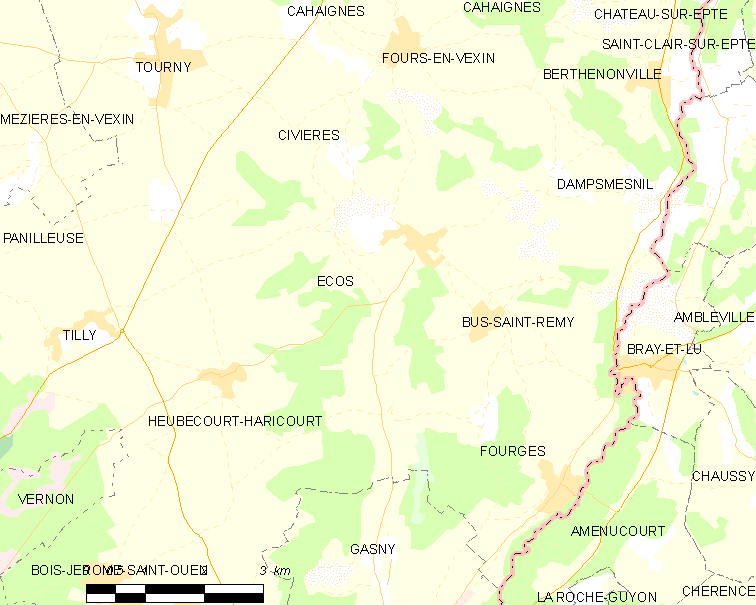
埃科的OSM定位图

## 行政
埃科的邮政编码为27630、27510、27420，INSEE市镇编码为27213。

## 政治
埃科所属的省级选区为莱桑德利县。

## 人口

1962-2008年间埃科人口变化图示

埃科于2018年1月1日时的人口数量为1076人。